# 沖縄県立那覇国際高等学校
沖縄県立那覇国際高等学校（おきなわけんりつ なはこくさいこうとうがっこう）は、沖縄県那覇市天久一丁目にある県立高等学校。略称は「那覇国」（なはこく）、「国際」（こくさい）。かつて文部科学省主導のスーパーグローバルハイスクール(SGH)指定校であった（2016年度〜2020年度）。

## 概要
那覇新都心の中央に位置し、同地区で最も早くに建設された施設でもある。沖縄県立高校でもっとも新しく、校舎内はバリアフリー設計や、全館空調施設を完備、太陽光を利用したシステムなど、最新設備を多彩に取り入れている。しかし現在はクーラーの故障。2階のコンセント電源の停止などの設備問題が多く発生している。
県内の全日制普通科を置く高校としては初めて2学期制を導入(現在は3学期制)するなど、カリキュラムの面でも独自性を打ち出している。沖縄県有数の公立進学校の一つである。地元では県立開邦高等学校（Kaiho）、県立球陽高等学校（Kyuyo）、県立向陽高等学校（K'ouyo）の公立進学校をまとめて3Kと呼んでいるが、近年それに当校（NahaKokusai）が加えて4Kと呼ばれることもある。校是は「右文尚武」、校訓は「自主・敬愛・飛躍」である。
普通科(文系)、国際科ともに2年次に第二外国語を選択履修することができ、フランス語、スペイン語、中国語、のうちから一つを選択する。以前までは両学科2年次の選択必修科目だったが、現在では他科目も選択肢にあるため、現在は全員が第二外国語を必修という事ではない（国際科のみ必修）。
校舎
- 校舎は1棟で構成されており、中心から三方が突き出したテトラポッドのような形をしている。
- 2階中央にサーバが設置され、校内LANが構築されている、いわゆるインテリジェントビルである[3]。

制服
- 夏服･･･男女共に、白のポロシャツ。黒地に水色・グレー・ブラウンのタータン・チェックのパンツ（男女）又はスカート（女）。
- 冬服･･･男女共に、藍色のブレザー。水色（正確には白地に水色・ブラウンの細かいギンガム・チェック）のブラウス。青・グレー・ブラウンのボーダーのネクタイ。パンツ･スカートは夏服と同じ。
- 合着（年中着用可）･･･冬服からブレザーを除いたものが合着となる。

その他、夏・冬ともに学校指定のアイボリー地のベストがあり、年中着用可。ただし学校行事であっても着用の義務があるわけでもないので、購入しない学生もいる。
開校以来変更はないが、2006年（平成18年）の冬服衣替え時に女子のパンツ着用が許可された。

## 沿革
- 1996年（平成8年）11月 - 定例県教育委員会で県立那覇Ｇ高等学校（仮称）の設置方針及び名称を決定
- 1997年（平成9年） 3月 - 那覇国際高校 着工
- 1998年（平成10年）4月8日 - 沖縄県立那覇国際高等学校開校
- 2001年（平成13年）3月1日 - 第１回卒業式（普通科307名 国際科38名 計345名）
- 2002年（平成14年）11月22日 - 開校５周年記念式典・祝賀会・講演会
- 2007年（平成19年）11月25日 - 創立10周年記念式典・祝賀会・講演会
- 2017年（平成29年）11月12日 - 創立20周年記念式典・祝賀会[12]

## 設置学科
- 普通科　定員320名
- 国際科　定員40名　（国際科は県内全域から受験可能）

## 部活動・同好会

### 運動系
- 男子バレーボール部
- 女子バレーボール部
- 男子バスケットボール部
- 女子バスケットボール部
- 男子卓球部
- 女子卓球部
- 男子サッカー部
- 女子サッカー部
- 男子バドミントン部
- 女子バドミントン部
- 女子ソフトボール部
- なぎなた部
- 空手道部
- 陸上部
- 男子ハンドボール部
- 女子ハンドボール部
- 男子硬式テニス部
- 女子硬式テニス部
- 野球部
- 水泳部
- 女子アーチェリー部
- ソフトテニス同好会
- ダンス部
- 相撲部
- ボウリング部

### 文化系
- 吹奏楽部
- 合唱部
- 放送部
- 美術部
- 英語ディベート部
- 軽音部
- 茶道部
- 映画研究部
- 囲碁・将棋部
- 書道部
- クッキング部
- 競技かるた部
- ボランティア部
- 文芸部
- クリエイティブ同好会
- 社会研究部
- 科学研究部
- クイズ同好会
- 写真同好会

## 年間行事
- 4月：始業式、入学式、遠足（２・3年）、校内研修（1年）、新入生歓迎行事
- 5月：1学期中間考査
- 6月：文化祭（または体育祭）
- 7月：1学期期末考査、校内弁論大会（国語・英語）、終業式、飛躍WEEK、三者面談
- 8月：飛躍WEEK、月夏季講座、始業式
- 9月：2学期中間考査
- 10月：３学年レク
- 11月：1年理系フィールドワーク、2学期期末考査
- 12月：１学年レク、1年文系フィールドワーク、２学年レク、終業式
- 1月：始業式
- 2月：３学期学年末考査
- 3月：卒業式、２年海外研修、合唱祭、終業式・離任式、春季講座

## 著名な出身者
- 玲実くれあ（元宝塚歌劇団・月組娘役）
- 川上一道（クラリネット奏者）
- 兼次映利加（ジャーナリスト）
- 玉城大志（俳優）
- 大城駿斗（元プロ野球選手・琉球ブルーオーシャンズ）

## 交通
モノレール
- 沖縄都市モノレール線おもろまち駅より徒歩15分。

路線バス
| 運行事業者            | 路線・系統                    | 下車停留所               |
| --------------------- | ----------------------------- | ------------------------ |
| 琉球バス交通          | 99番                          | 那覇国際高校前（正門前） |
| 那覇バス              | 10番                          | 安謝一丁目               |
| 那覇バス              | 3番/7番/ 11番<新都心経由のみ> | 合同庁舎前               |
| 琉球バス交通          | 21番/223番/24番/63番          | 合同庁舎前               |
| 琉球バス交通 沖縄バス | 228番                         | 合同庁舎前               |
| 沖縄バス              | 200番/227番/235番             | 合同庁舎前               |